# I. e. 740-es évek
Évszázadok: i. e. 9. század – i. e. 8. század – i. e. 7. század
Évtizedek: i. e. 790-es évek – i. e. 780-as évek – i. e. 770-es évek – i. e. 760-as évek – i. e. 750-es évek – i. e. 740-es évek – i. e. 730-as évek – i. e. 720-as évek – i. e. 710-es évek – i. e. 700-as évek – i. e. 690-es évek
Évek: i. e. 749 – i. e. 748 – i. e. 747 – i. e. 746 – i. e. 745 – i. e. 744 – i. e. 743 – i. e. 742 – i. e. 741 – i. e. 740

## Események
- I. e. 747, február 26. – Nabonasszar Babilónia királya lesz.
- I. e. 747 – Meles Lüdia királya lett
- I. e. 745 – Az Újasszír Birodalom koronáját Púlu szerzi meg, aki III. Tukulti-apil-ésarra néven uralkodik.
- I. e. 743 – Zuang herceg hatalomra jut Zengben, Kínában
- I. e. 740 – III. Tukulti-apil-ésarra 2 évnyi ostromlás után beveszi a szíriai Arpadot.
- I. e. 740 – Ahaz uralkodásának kezdete Júdában.
- Az első messzéniai háborúban Spárta aláveti Messzéniát, s megszerzi a Peloponnészosz-félsziget délnyugati részét.

## Híres személyek
- III. Tukulti-apil-ésarra